# مائورو راونیچ
مائورو راونیچ (کرواتی: Mauro Ravnić؛ زادهٔ ۲۹ نوامبر ۱۹۵۹) بازیکن فوتبال اهل یوگسلاوی بود.
از باشگاه‌هایی که در آن بازی کرده‌است می‌توان به باشگاه فوتبال رئال وایادولید و باشگاه فوتبال رییکا اشاره کرد.
وی همچنین در تیم ملی فوتبال یوگسلاوی بازی کرده‌است.